# José María Forqué
José María Forqué est un réalisateur et scénariste espagnol, né le 8 mars 1923 à Saragosse et mort le 17 mars 1995 à Madrid.
Sa vaste filmographie couvre presque tous les genres, notamment celui de la comédie. Il a été un réalisateur polyvalent et de grande qualité et sa carrière a été reconnue en 1995 par l’attribution du prix Goya d’honneur par l’Académie espagnole de cinéma.

## Biographie

### Origines
José María Forqué Galindo naît le 8 mars 1923 à Saragosse.

### Carrière
José María Forqué commence des études d'architecte qu'il interrompt pour une carrière théâtrale puis cinématographique. En 1967, après avoir été couronné dans plusieurs festivals, notamment avec Les Damnés de l'enfer (es) sur les combattants espagnols en Russie en 1943-1944, il fonde sa propre maison de production. D'une œuvre inégale, fameux en Espagne pour sa comédie Atraco a las tres, on ne connaît guère en France que Le Pervers, joué par Alida Valli et David Hemmings, film particulièrement sadique et malsain (la fille séquestrée et affamée à laquelle on fait manger un sandwich plein de vers).
En 1993, il reçoit la médaille d'or du mérite des beaux-arts du ministère de l'Éducation, de la Culture et des Sports.

### Vie privée
José María Forqué a été marié à Carmen Vázquez Vigo avec laquelle il a eu deux enfants, l'actrice Verónica Forqué et le réalisateur Álvaro Forqué.

### Mort
José María Forqué meurt le 17 mars 1995 à Madrid.

## Filmographie

### Réalisateur
- 1947 : Juventudes de España, bajo una patria hermosa (documentaire de 11 minutes)
- 1951 : María Morena
- 1951 : Niebla y sol (es)
- 1954 : El diablo toca la flauta (es)
- 1954 : Un día perdido (es)
- 1956 : La legión del silencio (es)
- 1956 : Les Damnés de l'enfer (es) (Embajadores en el infierno)
- 1956 : Amanecer en puerta oscura (es), « Ours d'argent spécial » à la Berlinale 1957[3]
- 1958 : Le Camp de la violence (Un hecho violento)
- 1958 : La noche y el alba (ca)
- 1959 : Baila La Chunga
- 1959 : De espaldas a la puerta (es)
- 1960 : Maribel y la extraña familia (ca)
- 1960 : 091, policía al habla (es)
- 1961 : Échec au cyanure (es) (Usted puede ser un asesino)
- 1962 : Buscando a Mónica (es)
- 1962 : Accidente 703 (es)
- 1962 : Atraco a las tres
- 1963 : La becerrada
- 1963 : Couple interdit (El Juego de la verdad)
- 1964 : Tengo 17 años (es)
- 1964 : Casi un caballero (es)
- 1965 : Vacaciones para Ivette
- 1965 : Humour noir (Umorismo in nero), film à sketches, épisode Miss Wilma (La Mandrilla)
- 1966 : Barbouze chérie (Zarabanda bing bing)
- 1966 : Las viudas (segment El retrato de regino)
- 1967 : Un millón en la basura (es)
- 1967 : J'ai vu la mort (Yo he visto a la muerte)
- 1967 : Las que tienen que servir (es)
- 1968 : Pecados conyugales (es)
- 1968 : La vil seducción (es)
- 1968 : Le Diable sous l'oreiller (Un diablo bajo la almohada)
- 1968 : ¡Dame un poco de amooor...! (es)
- 1969 : Estudio amueblado 2.P.
- 1970 : El triangulito
- 1970 : El monumento
- 1971 : L'Œil du typhon (El ojo del huracán)
- 1972 : La cera virgen (es)
- 1973 : Les cartes ne mentent jamais ou Angela (Tarot)
- 1974 : Una pareja... distinta (es)
- 1974 : Le Pervers (No es nada, mamá, sólo un juego)
- 1976 : Vuelve, querida Nati
- 1976 : El segundo poder
- 1976 : Madrid, Costa Fleming
- 1979 : La mujer de la tierra caliente
- 1980 : ¡Qué verde era mi duque! (es)
- 1980 : El canto de la cigarra
- 1982 : Ramón y Cajal: Historia de una voluntad (es) (Série TV)
- 1980 : El español y los siete pecados capitales (série TV)
- 1983 : El jardín de Venus (série TV)
- 1986 : Romanza final (es)
- 1988 : Miguel Servet, la sangre y la ceniza (série TV)
- 1994 : Nexus 2431

### Scénariste
- 1964 : Intrigue diabolique (Un tiro por la espalda) d'Antonio Román

### Producteur
- 1971 : Homicide parfait au terme de la loi (Un omicidio perfetto a termine di legge) de Tonino Ricci